# Robert Davidsohn

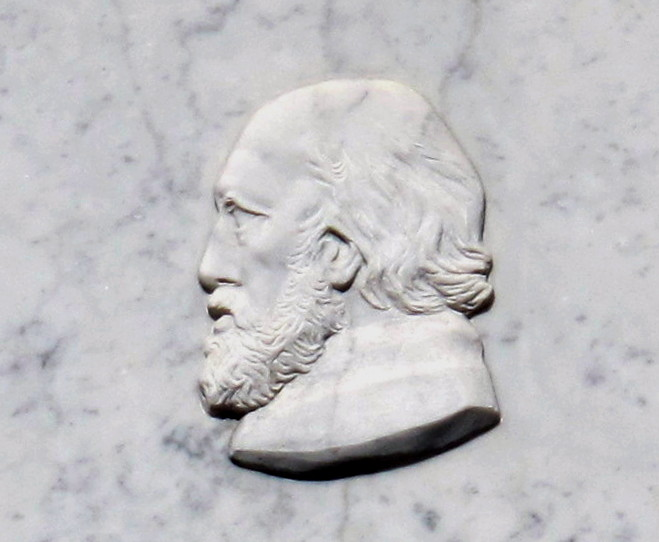
Reliefdarstellung von Robert Davidsohn

Robert Davidsohn (* 26. April 1853 in Danzig; † 17. September 1937 in Florenz) war ein deutscher Journalist und Historiker. Er ist für die Renaissanceforschung und für die mittelalterliche Geschichte von Florenz durch seine Quellenwerke als auch durch seine Geschichte dieser Stadt ein Begriff.

## Leben
Nach seinem ersten Besuch in Florenz 1884 entschied sich der Redakteur des renommierten Berliner Börsen-Couriers für einen Ortswechsel, kehrte dem für ihn zwar lohnenden, jedoch ihn nicht befriedigenden Journalismus den Rücken. Er nahm 1886 das Studium der Geschichte auf, entsprechend dem Rat von Ferdinand Gregorovius in Heidelberg, nicht in Berlin. Zwei Jahre später promovierte er bereits. 1889 ließ er sich in Florenz nieder. Seit 1903 war er Mitglied der dortigen Accademia della Crusca, aus der er allerdings wegen antiitalienischer Äußerungen während des Ersten Weltkriegs mit Wirkung von 1923 ausgeschlossen wurde. Seit 1910 war er ausländisches Mitglied der Accademia dei Lincei in Rom und seit 1920 der Bayerischen Akademie der Wissenschaften.
Davidsohn war wohl der wichtigste Forscher im Umkreis von Aby Warburg. Freundschaftliche Kontakte unterhielt er auch zu dem Wirtschaftshistoriker Alfred Doren. Davidsohn erlebte dieselben heftigen Angriffe der deutschen Geschichtswissenschaft wie u. a. Doren, weil er jüdischer Abstammung war. Seine Werke zum mittelalterlichen Florenz sind noch heute von grundlegender Bedeutung. Hauptsächlich verfolgte er einen sozial- und kulturgeschichtlichen Ansatz. Dennoch fand er auch unter Fachkollegen gewisse Anerkennung wie z. B. von Alexander Cartellieri, der in der Zeitschrift Die Tat 19 (1927), Heft 9, S. 690 f. das Werk Davidsohns Die Frühzeit der Florentiner Kultur, Berlin 1927, rezensierte.
Davidsohn verfasste ein Kriegstagebuch und eine Autobiographie, deren Erforschung und Erstedition sich momentan ein Projekt an der Ludwig-Maximilians-Universität München  widmet.

## Familie
Robert Davidsohn war das jüngste von acht Kindern des Textilkaufmanns Heÿmann Moses Davidsohn (geb. 1. November 1801 in Stolzenberg bei Danzig, gest. 20. Januar 1871) und seiner Ehefrau Amalie Davidsohn, geb. Rosenberg (geb. 3. April 1814 oder 26. März 1815 in Kulm an der Weichsel, gest. 16. Aug. 1889 in Heringsdorf an der Ostsee). Der Journalist und Zeitungsgründer George Davidsohn (1835–1897) war einer seiner drei Brüder.

## Werke (Auswahl)
- Geschichte von Florenz. 4 Bände in 6 Teilen. E. S. Mittler & Sohn, Berlin 1896–1927.
  - Band 1: Aeltere Geschichte (1896) (Digitalisat)
  - Band 2: Guelfen und Ghibellinen
    - Teil 1: Staufische Kämpfe (1908) (Digitalisat)
    - Teil 2: Die Guelfenherrschaft und der Sieg des Volkes (1908) (Digitalisat)

  - Band 3: Die letzten Kämpfe gegen die Reichsgewalt (1912) (Digitalisat)
  - Band 4: Die Frühzeit der Florentiner Kultur
    - Teil 1: Innere Antriebe, äußere Einwirkungen und politische Kultur (1922) (Digitalisat)
    - Teil 2: Gewerbe, Zünfte, Welthandel und Bankwesen (1925) (Digitalisat)
    - Teil 3: Kirchliches und Geistiges Leben, Kunst, Öffentliches und Häusliches Dasein (1927) (Digitalisat)
- Forschungen zur Geschichte von Florenz. 4 Bände. E. S. Mittler & Sohn, Berlin 1896–1908.
  - Band 1: Forschungen zur älteren Geschichte von Florenz (1896) (Digitalisat)
  - Band 2: Aus den Stadtbüchern und -Urkunden von San Gimignano (13. und 14. Jahrhundert) (1900) (Digitalisat)
  - Band 3: (13. und 14. Jahrhundert) 1: Regesten unedierter Urkunden zur Geschichte von Handel, Gewerbe und Zunftwesen. 2. Die Schwarzen und die Weissen (1901) (Digitalisat)
  - Band 4: 13. und 14. Jahrhundert (1908) (Digitalisat)
- Menschen, die ich kannte. Erinnerungen eines Achtzigjährigen. Hrsg. v. Martin Baumeister und Wiebke Fastenrath Vinattieri unter Mitarbeit von Wolfram Knäbich. (Deutsche Geschichtsquellen des 19. und 20. Jahrhunderts, Bd. 77). Duncker & Humblot, Berlin 2020, ISBN 978-3-428-15716-7 (Digitalisat,  fachwissenschaftliche Rezension).